# Mont Hope (chaîne Transantarctique)
Ne doit pas être confondu avec Mont Hope (péninsule Antarctique).
Pour les articles homonymes, voir Mont Hope.
Le mont Hope est une montagne situé dans la chaîne Transantarctique, à côté du glacier Beardmore et du plateau Antarctique, en Antarctique.
Il a été découvert le 3 décembre 1908 par l'expédition Nimrod d'Ernest Shackleton.